# 陳皓雲
陳皓雲（英語：Chan Ho Wan Howard，1980年6月27日—）前香港有線電視藝人，曾演出不同廣告，音樂錄影帶及電影。現為自由身香港男演員、主持和模特兒。

## 簡介
陳皓雲中學畢業於玫瑰崗學校，其後入讀香港理工大學建築及房地產學系。於大學時代參加有線YMC台的VJ選拔賽，取得季軍並開始主持電視節目《YMC人We Wet Web》。
2003年大學畢業後加入楊秉基成立的好戲量劇團，曾參演舞台劇陰質教育及駒歌。同年獲香港演藝學院取錄，入讀電影電視學院文憑課程。在學期間，為香港歌手何韻詩拍攝一系列音樂專輯及演唱會的花絮特輯。
2007年取得香港演藝學院電影製作文學士，於同年加入種星堂成為旗下合約模特兒，並拍攝多個廣告及音樂錄影帶。
2014年加入香港有線電視成為旗下藝人，主要主持旅遊節目，並演出多個綜藝節目。現為自由身演員及藝人。陳皓雲自小學習小提琴，曾就讀香港演藝學院青少年音樂課程(前名 初級音樂課程)，現為香港業餘管弦樂團成員。
2021，參加由藝人王賢誌為監製，香港電視史上首個男同志配對節目《仔仔一堂》，節目於2022年11月28日在無線電視J2頻道首播，被傳媒戲稱「柔情版香取慎吾」。

## [2]國泰航空廣告風波
2019年5月，國泰航空推出「Move Beyond（志在飛躍）」廣告宣傳，當中製作了多款不同主題的平面廣告，其中一款海報為男男手拖手在沙灘中漫步，主題為 MOVE BEYOND LABELS。當時在國泰城首次展出時引起話題而反應正面，不過當宣傳廣告開始在公眾地方展示的時候，有市民發現當中唯獨男男拖手的海報被抽起，記者查證得悉港鐵和機管局拒登，引起「恐同」風波。陳皓雲其後在其網上社交平台撰文分享了拍攝這廣告時的一些花絮和感受，得到網民瘋傳和新聞採訪，當中一句 「香港人講就Open做就stubborn」獲得很多市民所認同。同一時間，大愛同盟得悉有關機構涉嫌有性傾向歧視因而在網上發起「還拖」行動以示抗議，旋即得到社會熱烈討論和參與，在不足一天的時間，港鐵和機管局收回拒登指示，MOVE BEYOND LABELS 廣告重見天日。

## 影視作品

### 電影
| 播放年份 | 節目名稱                                                                          |
| 2018年   | （页面存档备份，存于）賽馬會ifva Everywhere - 48小時短片製作挑戰賽 2018- 第三隻手 |
| 2018年   | 女皇撞到正                                                                        |
| 2021年   | 梅艷芳                                                                            |

### 電視劇
| 播放年份 | 劇集名稱 | 角色名稱 |
| 2025年   | 麻雀樂團 | 黃尚偉   |

### 電視節目演出
| 播放年份 | 節目名稱                      |
| 2015年   | 《大凶捕》（有線電視）        |
| 2015年   | 《往事並不如煙2》（有線電視） |
| 2016年   | 《正義同盟》（有線電視）      |
| 2017年   | 《中伏》（奇妙電視）          |
| 2018年   | 全民星戰（ViuTV）             |
| 2022年   | 《仔仔一堂》（無綫電視）      |

### 電視節目主持（有線電視）
| 播放年份 | 節目名稱         |
| 2014年   | 卧底旅行團       |
| 2014年   | 快樂地球－東歐篇 |
| 2015年   | 怪談－大逆北道   |
| 2015年   | 卧底旅行團2      |
| 2016年   | 瀛遊火山島       |
| 2016年   | 猴年人人行好運   |
| 2016年   | 伍姑娘真識食     |

### 電視節目主持（ViuTV）
| 播放年份 | 節目名稱          |
| 2023年   | 粉紅麻甩101       |
| 2025年   | 晚吹 - 怨女俱樂部 |

### 電視節目主持（香港開電視）
| 播放年份    | 節目名稱               |
| 2019-2020年 | 細路開電視（嘉賓主持） |

### 音樂錄像
| 播放年份 | 歌曲名稱                     | 主唱          |
| 2007年   | 《鍾無艷》                   | 謝安琪        |
| 2007年   | 《遲鈍》                     | 側田          |
| 2008年   | 《明日再會》                 | 楊千嬅        |
| 2008年   | 《艷光四射》                 | 謝安琪        |
| 2009年   | 《十字路》                   | 胡琳 、恭碩良 |
| 2009年   | 《蝙蝠》                     | 劉美君        |
| 2010年   | 《星期三的信》               | 周笔畅        |
| 2011年   | 《紅遍全球》                 | 张学友        |
| 2013年   | 《你對我已經唔係好似以前咁》 | ToNick        |
| 2013年   | 《青木原的第三天》           | 何韻詩        |
| 2018年   | 《Dear...親愛的》            | PsycLover     |

### 廣告
| 播放年份 |                               |
| 2016年   | Pricerite                     |
| 2017年   | UA 亞洲聯合財務               |
| 2017年   | JobsDb.com                    |
| 2018年   | 雅培怡保康                    |
| 2019年   | 運輸署 TVC feature 葉德嫻     |
| 2019年   | 國泰航空 - Move Beyond Labels |
| 2019年   | 杜蕾斯                        |
| 2019年   | Alinamin                      |

## 資料來源
1. ↑  勞顯亮. . 香港01. 2019-05-21  [2020-02-25]. （原始内容存档于2020-08-09） （中文（香港））.
2. ↑  . www.facebook.com.   [2020-02-25] （中文（简体））.
3. ↑  ,   [2020-02-25] （中文（中国大陆））